# Cingles dels Arrevangelis
Els Cingles dels Arrevangelis, és una cinglera del terme municipal de Tremp, del Pallars Jussà, dins de l'antic terme de Sapeira.
Estan situats a prop i al sud-est d'Esplugafreda, en el vessant meridional de la Serra del Codó